# 歌さがし 〜リクエストカバーアルバム〜
『歌さがし 〜リクエストカバーアルバム〜』（うたさがし）は、2007年11月21日にビクターエンタテインメントから発売された夏川りみ3作目のカバー・アルバム。

## 概説
『ファムレウタ ～子守唄～』（2003年10月）『沖縄の風』（2004年2月）に続くカバー・アルバムは、初回盤のみボーナス・トラック入り。本作はリクエストホームページに集められた膨大なデータの中から選曲。幅広いジャンルを網羅。

## 収録曲
- 編曲：古川昌義（1.3.4.6.8.13）／井上鑑（2.5.7.9.10.12）／笹路正徳（11）／知念輝行（15）

1. 時代（6：10）[3]
  - 作詞・作曲：中島みゆき
2. 花咲く旅路（4：53）[3]
  - 作詞・作曲：桑田佳祐
3. 秋桜（4：41）[3]
  - 作詞・作曲：さだまさし
4. さくら（独唱）（4：51）[3]
  - 作詞：森山直太朗・御徒町凧
  - 作曲：森山直太朗
5. 忘れてはいけないもの（4：34）[3]
  - 作詞・作曲：小渕健太郎
6. こころ（3：27）[3]
  - 作詞：キム・ドンミョン
  - 訳詞：キム・ソウン
  - 作曲：沢知恵
7. なごり雪（3：55）[3]
  - 作詞・作曲：伊勢正三
8. キセキノハナ（5：05）[3]
  - 作詞：Lyrico
  - 作曲：Senoo
9. 蘇州夜曲（4：28）[3]
  - 作詞：西條八十
  - 作曲：服部良一
10. 少年時代（4：15）[3]
  - 作詞：井上陽水
  - 作曲：井上陽水・平井夏美
11. 'S Wonderful（3：07）[3]
  - 作詞：Ira Gershwin
  - 作曲：George Gershwin
  - 日本ビクター「Everio」CMソング
12. 見上げてごらん夜の星を（5：11）[3]
  - 作詞：永六輔
  - 作曲：いずみたく
13. 小さな恋のうた（5：06）[3]
  - 作詞：上江洌清作
  - 作曲：MONGOL800
14. デンサー節（3：56）[3]
  - 八重山民謡
15. 花 ～Live at 浜離宮朝日ホール～（4：44）[3]
  - 作詞・作曲：喜納昌吉
  - 初回盤のみボーナス・トラック